# Poljubi me, miss!
Poljubi me, miss! je roman, izdan leta 2009 pri Učilih. 

## Vsebina
Nika je študentka, ki že nekaj časa živi v Kamniku s svojim fantom Dejanom. Čustveno razpeta med svojo ljubeznijo do njega in njegovim nerazumnim odnosom do nje se odloči za nepredvidljiv korak: prijavi se na lepotno tekmovanje. Čeprav ve, da s tem postavlja na kocko svojo ljubezensko zvezo, se kot slovenska predstavnica odpravi na zaključno tekmovanje na Finsko. Tam pa se zgodba začne zapletati. Ruski tekmovalki nekdo ponoči poreže lase, skrivnostno je umorjen Nikin varnostnik. In ko se Nika vrne domov, spozna, da čuden občutek, kot da jo nekdo opazuje, ni bil lažen. Ker se obsedenost skrivnostnega zalezovalca stopnjuje do neobvladljive skrajnosti in postaja vse bolj nepredvidljiva, se ta odloči, da je končno prišel čas, ko mora Niki izpovedati svojo ljubezen.

## Izdaje
- Prva mehka izdaja iz leta 2009 (COBISS)
- Prva trda izdaja iz leta 2009 (COBISS)